# Futuro (canción)
«Futuro» es una canción grabada por la banda de rock mexicana Café Tacvba. La canción fue escrita y producida por Ruben Albarrán, integrante principal de la misma, y fue lanzada el 31 de diciembre de 2016 como el primer sencillo de su octavo álbum de estudio Jei Beibi.

## Video musical
El video musical oficial de la canción salió en YouTube en enero de 2017 y se muestra a la banda y a otras personas bailando y cantando en un transporte de pasajeros típico de Argentina, como parte de una fiesta temática del Día de Muertos.

## Lista de canciones

### Descarga digital[5]
| Futuro — Single |          |          |  |
| N.º             | Título   | Duración |  |
| 1.              | «Futuro» | 3:08     |  |